# Pellegrino Ernetti
Pour les articles homonymes, voir Pellegrino.
Le père bénédictin Pellegrino Ernetti, appelé plus simplement « don Ernetti » (Rocca Santo Stefano, 13 octobre 1925 – Île de San Giorgio Maggiore, 8 avril 1994), est un musicologue, moine et exorciste Italien. Il aurait été aussi physicien et inventeur d'une sorte d'appareil à remonter le temps, le chronoviseur, qui aurait disparu sans avoir jamais fait l'objet d'une publication scientifique. Selon certaines sources, il aurait été enfermé dans le sous-sol du Vatican sous l’ordre du pape Jean-Paul II.

## Biographie
Don Ernetti est surtout connu pour avoir affirmé qu'il pouvait capter des voix provenant de personnes décédées, parfois depuis des siècles, au moyen d'un appareil de son invention qu'il appelait « chronoviseur ».
Il raconta comment, grâce à son « chronoviseur », il aurait pu entendre la représentation de Thyeste, tragédie perdue d'Ennius jouée en l'an 169 av. J.-C., et l'aurait enregistrée.
Mais cet enregistrement, qui, s'il était authentifié, apporterait une contribution remarquable à la connaissance de l'œuvre d'Ennius, n'a encore jamais été communiqué au public et l'on n'a aucune preuve qu'il ait jamais existé.
En outre, une philologue américaine, le Dr Katherine Owen Eldred (la) de l’Université de Princeton, qui a pris connaissance de ce texte, retranscrit par le professeur Giuseppe Marasca, de Jesi près d'Ancône, et qui l’a traduit en anglais en appendice du livre de Pierre Krassa sur le Chronoviseur, affirme que don Ernetti aurait écrit la tragédie lui-même.
Mais ces récits ne s'arrêtent pas à cette tragédie d’Ennius. Ernetti aurait déclaré également avoir pu, grâce à son appareil, être témoin de la fougue déclamatoire de Cicéron devant le Sénat romain en 63 av. J.-C., expérience dont il aurait dit qu'elle avait été pour lui pleine d’émotion et qu’il aurait décrite ainsi : « Ses gestes, l’intonation de sa voix, quelle puissance il y avait là ! Quel fantastique talent oratoire ! »
Un prêtre français, diplômé de la Sorbonne, le père François Brune, a écrit un livre à succès autour des travaux de ce savant italien peu académique. Il s'agit d'une enquête menée sur le ton d'un roman policier où le narrateur parcourt l'Europe à la recherche de la mystérieuse machine à remonter dans le temps. Phénomène toujours apte à fasciner les esprits comme l'affaire des fantômes du Trianon.
Les spéculations sur l'existence du fameux appareil et son emplacement ont encore intéressé quelques journalistes après la publication du livre du père Brune. On aurait perdu la trace du «chronoviseur» après la mort de don Ernetti. Selon Daniela Ghio, journaliste locale de Vénétie, le « chronoviseur » serait actuellement caché dans les caves du Vatican.
Des affirmations analogues ont été faites vers la même époque par les frères Judica-Cordiglia de Turin, qui prétendaient avoir capté des voix venues de l'espace à l'aide d'appareils de radio, et notamment des cris de douleur et de souffrance qu'ils attribuaient à des cosmonautes soviétiques qui auraient disparu lors de missions secrètes. Les autorités soviétiques ont toujours nié ces allégations.